# Bothel (Niedersachsen)
Die Gemeinde Bothel ist Mitglied des Gemeindeverbandes Samtgemeinde Bothel im Landkreis Rotenburg (Wümme) in Niedersachsen.

## Geografie

### Lage
Bothel liegt in der zum Naturgroßraum Stader Geest gehörenden Wümmeniederung zwischen den Flüssen Rodau und Wiedau, zwei Zuflüssen der Wümme, acht Kilometer südöstlich von Rotenburg. Der Ort wird von mehreren Wäldern, namentlich dem Hartwedel und dem Trochel, umgeben.

### Nachbargemeinden
Nachbargemeinden sind innerhalb der Samtgemeinde Bothel Brockel im Nordosten und Hemsbünde im Nordwesten. Südlich wird Bothel vom Visselhöveder Ortsteil Wittorf begrenzt.

### Siedlungsstruktur
Die Gemeinde Bothel wird nicht in Ortsteile unterteilt. Ein eindeutiges Zentrum ist schwer zu lokalisieren: Von Bedeutung ist einerseits der Bereich, in dem die Kreisstraßen aus Rotenburg, Brockel und Kirchwalsede aufeinandertreffen und wo Einkaufsmöglichkeiten und Gastronomie zu finden sind. Im alten, dörflichen Ortskern an Hauptstraße und Dorfstraße befinden sich neben alten Bauernhöfen eine Filiale der Sparkasse Scheeßel sowie weitere Geschäfte und Gastronomie. Weiträumige Einfamilienhaus-Neubausiedlungen gruppieren sich vor allem um das neuere Verwaltungszentrum am Horstweg mit Schulen, Bürgerhaus und dem Samtgemeinderathaus.
Im äußersten Süden befinden sich mit der Siedlung Bretel einige Grundstücke des ansonsten zu Visselhövede gehörenden Dorfes Bretel auf Botheler Gemeindegebiet.

## Geschichte

### Entstehung
Bothel ist eine mittelalterliche Gründung von Gutsarbeitern des Landgutes Trochel, das damals im Territorium Verden lag. Der Name leitet sich dabei wohl entweder vom altniederdeutschen Bostel (kleiner Wald) ab, was ein Hinweis auf Rodung innerhalb eines Waldes geben kann, oder es enthält den Wortstamm Bod (Herrschaft). Erstmals wird Bothel 1226 urkundlich erwähnt.

### Frühe Neuzeit
Bothel teilte die Geschichte des Verdener Territoriums und später des Gebietes Bremen-Verden, das nach dem Dreißigjährigen Krieg Teil Schwedens war und später zum Kurfürstentum Braunschweig-Lüneburg, dem späteren Königreich Hannover gelangte. An Bothel vorbei wurde von Napoléon Bonaparte eine große Heeresstraße (heute Bundesstraße 440) angelegt.

### Nachkriegszeit
Nach dem Zweiten Weltkrieg wuchs der Ort zunächst durch den Zuzug von Flüchtlingen aus den früheren deutschen Ostgebieten, der Tschechoslowakei und Bessarabien an. Ab den 1960er Jahren kam es zu einer Verdichtung des alten Ortskerns und es entstanden mehrere Wohnsiedlungen, in die auch viele Neubürger aus Süddeutschland, Ostdeutschland oder aus den Ländern des früheren Ostblocks zogen. Bothel ist heute durch große Neubaugebiete mit Einfamilienhäusern geprägt. Ein großer Teil der Einwohner pendelt in die Kreisstadt Rotenburg oder in die benachbarten Großstädte Hamburg und Bremen. Im Ortskern finden sich noch landwirtschaftliche Hofanlagen, wobei aber nur noch wenige Landwirtschaftsbetriebe übrig geblieben sind.

## Religion
Bothel besitzt keine Kirche, sondern lediglich eine Friedhofskapelle. Die meisten konfessionell gebundenen Einwohner gehören der evangelisch-lutherischen Kirchengemeinde Brockel innerhalb der Kirchenregion Visselhövede an, in welcher die Gemeinden Brockel, Kirchwalsede und Visselhövede vereinigt sind. Die römisch-katholischen Einwohner gehören zur Corpus-Christi-Gemeinde Rotenburg. Daneben gibt es Einwohner islamischen Glaubens, Zeugen Jehovas, Angehörige von Freikirchen, Baptisten, Angehörige der neuapostolischen Kirche sowie eine wachsende Gruppe Konfessionsloser.

## Politik

### Gemeinderat
Der Rat der Gemeinde Bothel besteht aus 13 Ratsfrauen und Ratsherren. Dies ist die festgelegte Anzahl für die Mitgliedsgemeinde einer Samtgemeinde mit einer Einwohnerzahl zwischen 2.001 und 3.000 Einwohnern. Die Ratsmitglieder werden durch eine Kommunalwahl für jeweils fünf Jahre gewählt. Die aktuelle Amtszeit begann am 1. November 2021 und endet am 31. Oktober 2026.
Die letzte Kommunalwahl am 12. September 2021 ergab das folgende Ergebnis:
| Partei                                           | Stimmen | Anzahl Sitze |
| ------------------------------------------------ | ------- | ------------ |
| CDU                                              | 1449    | 5            |
| SPD                                              | 2010    | 7            |
| Bürgerliste „Klima, Gesundheit, Soziales“ Bothel | 325     | 1            |

### Bürgermeister
Der Gemeinderat wählte das Gemeinderatsmitglied Erika Schmidt (SPD) zur ehrenamtlichen Bürgermeisterin für die aktuelle Wahlperiode.

### Partnerschaften
Die Gemeinde Bothel unterhält keine Partnerschaften.

## Kultur und Sehenswürdigkeiten
- Gebäude im alten Ortskern in regionaler Fachwerkarchitektur (u. a. früheres Restaurant „Botheler Landhaus“)
- Kriegerdenkmal

### Sport
In Bothel existiert mit dem TuS Bothel ein Sportverein mit mehreren Sparten.

### Regelmäßige Veranstaltungen
- Osterfeuer
- Schützenfest
- Erntefest
- Überregionales Bogensportturnier
- Dorfsportfest

## Wirtschaft und Infrastruktur

### Wirtschaft
In Bothel befinden sich mehrere mittelständische Betriebe, unter anderem ein Hoch- und Tiefbauunternehmen, eine große Kunstschmiede, ein Lohnunternehmen und ein Karosserie- und Verkaufswagenbetrieb. Hinzu kommen mehrere Gastronomiebetriebe.

### Verkehr
Bothel befindet sich zwischen den Bundesstraßen 71 und 440. Der öffentliche Verkehr besteht aus einer Linienbusverbindung nach Rotenburg (Wümme) und nach Visselhövede, sowie einem Anrufsammeltaxisystem. Früher befand sich ein Bahnhof zwischen Bothel und Brockel im Verlauf der Bahnstrecke Bremervörde–Walsrode. Nächste Bahnhöfe sind in Rotenburg (Wümme) und Visselhövede.

### Medien
Wichtigste Zeitung ist die Rotenburger Kreiszeitung.

### Öffentliche Einrichtungen, Soziales und Gesundheit
Bothel ist der geografisch zentrale und der bezogen auf Einwohnerzahl größte Ort der Samtgemeinde Bothel mit Sitz der Samtgemeindeverwaltung und weiteren zentralen Einrichtungen wie Schulen, Einkaufsmöglichkeiten, Einrichtungen der Gesundheitsvorsorge und Polizei.

## Bildungseinrichtungen
Bothel ist Standort der Grundschule am Trochel und der Wiedau-Schule, einer Haupt- und Realschule. Die nächstgelegenen Gymnasien befinden sich in Rotenburg und Scheeßel.

## Persönlichkeiten
- Sarah Kirsch (1935–2013), Schriftstellerin, lebte von 1981 bis 1983 in Bothel
- Wolfgang von Schweinitz (* 1953), Komponist, lebte in Bothel
- Jeroen Gies (* 1995), Fußballspieler, geboren in Bothel

## Trivia
Einer lokalen Anekdote zufolge hätte die Brockeler Kirche ursprünglich in Bothel errichtet werden sollen. Dieses soll daran gescheitert sein, dass das Baumaterial entwendet und nach Brockel gebracht wurde. Unter anderem an dieser Anekdote zeigt sich eine traditionelle Rivalität zwischen den Nachbarorten.